# Expert foncier et agricole
L'expert foncier et agricole est un généraliste du droit de propriété et un homme de terrain, indépendant. Il conseille la famille, l'entreprise et les collectivités dans la gestion de leur patrimoine. Nombre d'experts fonciers et agricoles sont également experts près les Cours d'appel, les tribunaux administratifs ou la Cour de cassation.
La profession d'expert foncier et agricole est une profession réglementée. Seules les personnes inscrites au Conseil national de l'expertise foncière agricole et forestière peuvent porter ce titre.

## Historique
- 1567 : Une ordonnance royale officialise la profession d'expert agricole et foncier ("Donneur d'avis" à l'époque).

- 1669 : Les experts forestiers ("Arpenteurs experts" ou "Arbitres") font leur apparition dans une autre Ordonnance royale.

- 1690 et 1765 : Des Edits royaux, puis une déclaration royale, constituent progressivement en office l'activité propre aux experts.

- 1789 : Abolition de ces premières réglementations.

- XIXe siècle : Les experts continuent à exercer sans bruit leur métier. Les experts forestiers apportent en tant qu'indépendants leur concours à la forêt privée.

- XXe siècle : Début de l'organisation de la profession

- 1910 : Création des premières chambres départementales.

- 1946 et 1947 : Création de la Confédération Nationale des Experts Agricoles et Fonciers (CNEAF) et de la Compagnie Nationale des Ingénieurs et Experts Forestiers et des Experts en Bois (CNIEFEB) pour s'adapter aux mutations économiques et professionnelles entraînées par la Seconde Guerre mondiale.

Dans les années 1950, quelque 1800 professionnels exerçaient, sans reconnaissance professionnelle réglementaire, en France sous les titres d'expert agricole et foncier, et d'expert forestier.
Il faut attendre la Loi du 5 juillet 1972 pour que, sous l'impulsion de la CNEAF et de la CNIEFEB, soient reconnus et protégés les deux titres par l'inscription sur une liste nationale, dressée par le ministère de l'agriculture, et publiée annuellement au Journal officiel.
À partir de 1986, la profession connaît de nombreuses modifications législatives et réglementaires qui  confirment la protection du titre, mais aussi du consommateur en obligeant l'expert à prendre une assurance responsabilité civile professionnelle, et qui permettent aux experts de s'organiser en sociétés et de pratiquer l'entremise immobilière sous certaines conditions.
En 1993, la CNEAF devient la CEAFI.
En 2006 : Création du Conseil National de l'Expertise Foncière Agricole et Forestière (CNEFAF), structure ordinale réglementant la profession d'expert foncier et agricole, et celle d'expert forestier.
En 2007, la CEAFI devient la Confédération des Experts Fonciers (CEF).

## Réglementation
La profession d'expert foncier et agricole est une profession réglementée par le code rural : articles L.171-1, L.171-2, L.171-3 et les articles R.171-1 à R.171-29 et R.171-2 à R.172-10.
L'exercice en société de l'expert foncier et agricole est également réglementé par :
- le décret n°86-636 (SCP)[5]
- le décret n°92-789 (SELARL)[6]

Autrefois sous la tutelle du Ministère de l'agriculture, la profession est maintenant administrée par le Conseil National de l’Expertise Foncière, Agricole et Forestière, garant de la compétence et de la probité de ses membres.
Seules les personnes inscrites au Conseil National de l'Expertise Foncière Agricole et Forestière peuvent porter le titre d'expert foncier et agricole, et/ou celui d'expert forestier.
Il convient de rappeler que ce titre est protégé par les dispositions impératives de l'article L.171-1 du code rural, savoir  "toute personne qui aura fait l'usage du titre d'expert foncier et agricole ou d'expert forestier sans être inscrite sur la liste mentionnée ci-dessus sera punie des peines prévues par l'article 433-17 du code pénal. Sera punie des mêmes peines toute personne qui aura fait usage d'une dénomination présentant une ressemblance de nature à causer une méprise avec le titre d'expert foncier, agricole et forestier."
L'inscription sur la liste nationale n'est effectuée qu'après examen des diplômes du candidat et des justificatifs de son expérience professionnelle. Le maintien sur la liste nationale est annuellement soumis au respect d’obligations d'assurance, d'indépendance et de formation continue.
Les experts fonciers s'engagent à respecter le code de déontologie de la profession (décret n°2008-1426 du 22 décembre 2008). 

## Les missions de l'expert foncier et agricole
Ayant une formation technique, économique et juridique, l'expert foncier et agricole exerce en profession libérale et intervient autant en milieu rural qu'en milieu urbain.

### Missions amiables
Il s'agit de la majorité des interventions réalisées par l'expert foncier et agricole et dont les principes servent de base pour les autres missions.
Les donneurs d'ordres sont des personnes privées agissant directement pour leur propre compte ou au travers de sociétés mais également des institutionnels ou des administrations. Ces donneurs d'ordres devront définir à leur expert ce qu'ils attendent de sa mission qui peut être plus ou moins détaillée et approfondie.
Ainsi, pour une estimation, divers stades existent entre avis de valeur après visite succincte et expertise complète avec présentation dans le rapport de l'ensemble des références et calculs utilisés par l'expert.

### Missions amiables contradictoires
Ces missions correspondent à un stade intermédiaire entre l'expertise amiable et la procédure judiciaire.
Avant de porter leur différend devant la juridiction compétente, les Parties peuvent faire appel à un ou plusieurs techniciens qu'elles chargent d'étudier le dossier, chiffrer l'objet du litige et éventuellement proposer une solution qui sera ou non acceptée par les Parties.
La plupart des préjudices indemnisés par les compagnies d'assurances se règlent par des opérations d'expertises qui rentrent dans cette catégorie.
Les conventions entre compagnies d'assurances prévoient la mise en cause par l'assureur du lésé.

### Missions judiciaires
Les magistrats de l'ensemble des juridictions civiles, pénales ou administratives peuvent confier par référé ou jugement une mission d'étude technique, recherche de causes et responsabilités, évaluations, etc. aux experts de leur choix ; ainsi, le prévoit, l'article 145 du code de procédure civile.
S'ils font souvent appel aux experts inscrits sur une liste dite de cour d'Appel, renouvelable tous les ans, ils peuvent aussi bien désigner une personne non inscrite dont ils apprécient la compétence.
Les missions judiciaires, à l'instar des différends qui conduisent les parties jusqu'au tribunal, recouvrent les sujets les plus divers tels qu'ils ont été inventoriés précédemment.
Les différences par rapport aux missions amiables résident principalement dans les formes à respecter au cours de la mission.
Au cours de sa formation, l'expert foncier et agricole a acquis la connaissance des spécificités relatives à ce type d'intervention.
L'expert judiciaire est un auxiliaire de la justice qui tient son pouvoir de la décision qui l'a désigné. Sa "qualité" cesse avec le dépôt du rapport qui clôture son intervention.
Sa mission a un caractère purement technique ; aussi même si l'expert doit rechercher les lois et règlements en vigueur en la matière et les indiquer dans son rapport, il doit rester dans son cadre de technicien et ne pas "dire le droit".

### Arbitrage
Le recours à l'arbitrage traduit une volonté de règlement amiable des Parties qui s'engagent à régler leur différend hors des voies judiciaires, en faisant appel à un ou plusieurs arbitres à qui ils confient d'un commun accord, le soin de définir la solution à leur litige.
À la différence de l'expertise précontentieuse où l'expert propose une solution que les Parties acceptent ou non, l'arbitrage ou mieux la décision arbitrale peut s'imposer aux Parties.

## Les spécialités de l'expert foncier et agricole
Les missions de l'expert foncier et agricole sont nombreuses et diversifiées ; c'est pourquoi: chaque cabinet est plus particulièrement axé sur certaines spécialités.

### Droit du foncier
L'expert foncier et agricole intervient lors de donations, partages, successions, sorties d'indivisions, liquidations de communauté, évaluations ISF, expropriations, réorganisations foncières, rapports bailleurs preneurs (préparation et rédaction des baux, état des lieux, litiges en cours, fin de bail), problèmes de voisinage et mitoyenneté, servitudes…

### Estimations immobilières
En dehors des estimations immobilières "générales" qui ont fait l'objet des recommandations de la Charte de l'expertise en évaluation immobilière, l'expert foncier et agricole est plus particulièrement compétents dans les domaines attachés au foncier, à l'agriculture et à l'environnement.
L'expert foncier et agricole évalue les immeubles urbains, appartements et maisons individuelles, les immeubles exceptionnels et atypiques, monuments historiques, établissement de santé, équipements sportifs et autres, l'immobilier d'entreprise, bureaux, locaux d'activité, entrepôts, l'immobilier commercial, les corps de ferme, hangars et autres, les bâtiments à usage agricole ou para agricole, les maisons rurales dans le cadre de l'exploitation, les châteaux, gîtes ruraux, chambres d'hôtes, installations de loisirs, etc.
Il estime les immeubles non bâtis comme les terrains à bâtir, terres et pâtures, jardins, vignes et vergers, étangs, tréfonds, landes, friches et parcours, carrières…

### Rédaction de baux, conventions et conseils juridiques
Conformément aux termes de la loi du 31 décembre 1990 réglementant les activités juridiques, l'expert foncier et agricole est habilité à procéder à la rédaction d'actes (baux et conventions...) ou à la délivrance de conseils juridiques dans la mesure où ces activités s'établissent dans le prolongement direct d'interventions expertales.

### Valeurs locatives et mobilières
L'expert foncier et agricole détermine les valeurs locatives d'habitation, les fermages, les loyers commerciaux, l'indemnité d’éviction, les fonds de commerce, la valeur des parts de sociétés, du capital d'exploitation…

### Expropriations
L'expert foncier et agricole assiste ses clients lors de négociations, de dossiers précontentieux ou contentieux, d'expropriations, de préemptions.

### Aménagement du territoire et gestion durable de l'environnement
L'expert foncier et agricole participe à l'étude de l'environnement et des milieux naturels : état de la faune et de la flore, écosystèmes, problèmes liés à l'hydrologie et aux ressources aquatiques, utilisation des ressources naturelles, aménagement du territoire et occupation de l'espace, gestion des déchets agricoles, environnement et économie.
Il intervient dans la gestion des milieux ruraux agricoles et/ou naturels : état des lieux, concertation avec les utilisateurs du site, définition des objectifs, proposition de gestion, contrôle et suivi des plans de gestion.
Il peut jouer un rôle dans l'aménagement des milieux ruraux agricoles et/ou naturels : topographie, proposition d'aménagements en fonction des objectifs poursuivis.

### Agriculture
L'expert foncier et agricole peut être spécialiste des productions animales (évaluation de cheptels, élevage spécialisé, pisciculture, etc.) et des productions végétales (évaluation de récoltes, viticulture, arboriculture, horticulture, culture sous serres, dommages aux cultures et aux récoltes, accidents culturaux, avarie de denrées agricoles, produits phytosanitaires, etc.

### Estimation de l'exploitation agricole et de ses composantes
L'expert foncier et agricole évalue les cheptels mort et vif, les stocks en magasin ou en terre, les produits naturels ou transformés, les arrières fumures et améliorations du fonds, la valeur patrimoniale ou mathématique (dite aussi valeur substantielle), la valeur de rendement, la valeur de l'entreprise agricole, les activités liées au tourisme.

### Estimation de dommages
L'expert foncier et agricole estime les dommages provenant d'éléments naturels (grêle, tempête, inondation…), d'animaux (dégâts de gibiers, divagation…), d'incendie, de faits divers et multiples soumis à la responsabilité de leur auteur qu'elle soit contractuelle ou délictuelle.

### Autres interventions
L'expert foncier et agricole peut intervenir dans les commissariats aux apports, l'assistance et l'évaluation d'une succession, le calcul du salaire différé, l'attribution préférentielle, la gestion de propriétés, les redressements et liquidations d'entreprises agricoles, la maîtrise d'œuvre, les enquêtes commodo et incommodo, les études d'impact… Il peut donner des conseils technico-économiques.
Ces estimations portent aussi bien sur les bâtiments, clôtures, chemins, que sur les récoltes et stocks en terre ou magasin, mais aussi sur le cheptel, les préjudices d'exploitation divers, ou la pollution des sols.

## Formation
L'accès à la profession d'expert foncier et agricole est réglementé par les articles L.171-1 et R.171-1 à R.171-29 du code rural.
Le candidat au titre d'expert foncier et agricole doit justifier de 3 années de pratique professionnelle des missions d'expertise foncière et agricole s'il est titulaire d'un titre ou diplôme équivalent au minimum à la licence, dans les disciplines agricoles, agronomiques, juridiques ou économiques. Les personnes ne possédant pas l'un de ces titres ou diplômes doivent justifier de 7 années de pratique professionnelle des missions d'expertise foncière et agricole.
Par ailleurs, le candidat doit répondre aux critères d'indépendance et de moralité requis pour exercer la profession d'expert foncier et agricole.
La procédure d'admission dépend uniquement du Conseil national de l'expertise foncière agricole et forestière.